# Martina Schwonke
Martina Schwonke (* 13. März 1962 in Göttingen) ist eine promovierte deutsche Juristin und Richterin am Bundesgerichtshof.

## Leben
Martina Schwonke studierte 1981 bis 1986 Rechtswissenschaften an der Georg-August-Universität Göttingen. 1982–1983 studierte sie Politikwissenschaften am Institut d’études politiques in Grenoble (Frankreich). Mit einem Promotionsstipendium des Deutschen Akademischen Austauschdienstes (DAAD) hielt sie sich 1986/1987 für einen Forschungsaufenthalt in Montevideo (Uruguay) auf. Nach einem weiteren Forschungsaufenthalt in Buenos Aires (Argentinien) schloss sie im Jahr 1989 die Promotion ab. Das Rechtsreferendariat absolvierte Schwonke 1988 bis 1990 am Kammergericht Berlin.
Nach dem 2. Staatsexamen war Schwonke drei Jahre als Rechtsanwältin in Berlin und Düsseldorf tätig. Anfang 1994 trat sie in den höheren Justizdienst des Landes Brandenburg ein. Während ihrer Proberichterzeit war sie beim Landgericht Potsdam und beim Amtsgericht Königs Wusterhausen eingesetzt. Ende 1996 erfolgte ihre Ernennung zur Richterin am Landgericht Potsdam und im August 1999 die Beförderung zur Richterin am Brandenburgischen Oberlandesgericht. Dort war sie neben ihrer rechtsprechenden Tätigkeit in einem Zivilsenat, im Kartellsenat und im Vergabesenat seit 2007 zugleich als Pressesprecherin tätig. 2012 bis 2013 war sie Mitglied des Brandenburgischen Dienstgerichtshofs für Richter.
Seit ihrer Ernennung zur Richterin am Bundesgerichtshof, die am 3. März 2014 wirksam wurde, ist sie dem vornehmlich für das Wettbewerbs-, Marken- und Urheberrecht sowie das Transportrecht zuständigen I. Zivilsenat zugewiesen.
Vor der Bundesrichterwahl unterzeichnete Martina Schwonke am 23. Juni 2020 als eine der Erstunterzeichnerinnen einen offenen Brief des Deutschen Juristinnenbundes an die Mitglieder des Richterwahlausschusses mit der Bitte um „Faire Berücksichtigung von Frauen bei den Bundesrichterwahlen am 2. Juli 2020“.

## Veröffentlichungen
- Martina Schwonke: Verkehrsschutz bei der Stellvertretung im deutschen Recht und in den lateinamerikanischen Rechten unter besonderer Berücksichtigung des positiven Vertrauensschutzes. Dissertation von 1989. Nomos-Verlags-Gesellschaft, Baden-Baden 1990, ISBN 3-7890-2115-6.
- Martina Schwonke: Rechtsweg bei Gebührenrechtsstreitigkeiten gegen die Deutsche Bundespost Telekom. In: Neue Zeitschrift für Verwaltungsrecht (NVwZ). Band 149, 1991.
- Martina Schwonke: Portugal. In: Heinrich Nagel, Ena-Marlis Bajons (Hrsg.): Beweis - Preuve - Evidence, Grundzüge des zivilprozessualen Beweisrechts in Europa. Nomos Verlags-Gesellschaft, Baden-Baden 2003, ISBN 3-7890-6610-9, S. 505–518.[6]
- Marina Schwonke, Irene Tölg: Spanien. In: Heinrich Nagel, Ena-Marlis Bajons (Hrsg.): Beweis - Preuve - Evidence, Grundzüge des zivilprozessualen Beweisrechts in Europa. Nomos Verlags-Gesellschaft, Baden-Baden 2003, ISBN 3-7890-6610-9, S. 593–635.[6]
- Martina Schwonke: Die Bedeutung demoskopischer Gutachten in der neueren Rechtsprechung des Bundesgerichtshofs zu Farbmarken. In: Ahrens, Bornkamm, Fezer, Koch, McGuire, Würtenberger (Hrsg.): Festschrift für Wolfgang Büscher. Carl Heymanns Verlag, Köln 2018, ISBN 978-3-452-28944-5.